# Hans Nadler
Hans Nadler (Dresda, 1º luglio 1910 – Dresda, 8 ottobre 2005) è stato un architetto tedesco, storico dell'edilizia e noto conservatore di monumenti.
È stato curatore statale sassone e professore onorario presso la Università tecnica di Dresda.

## Biografia

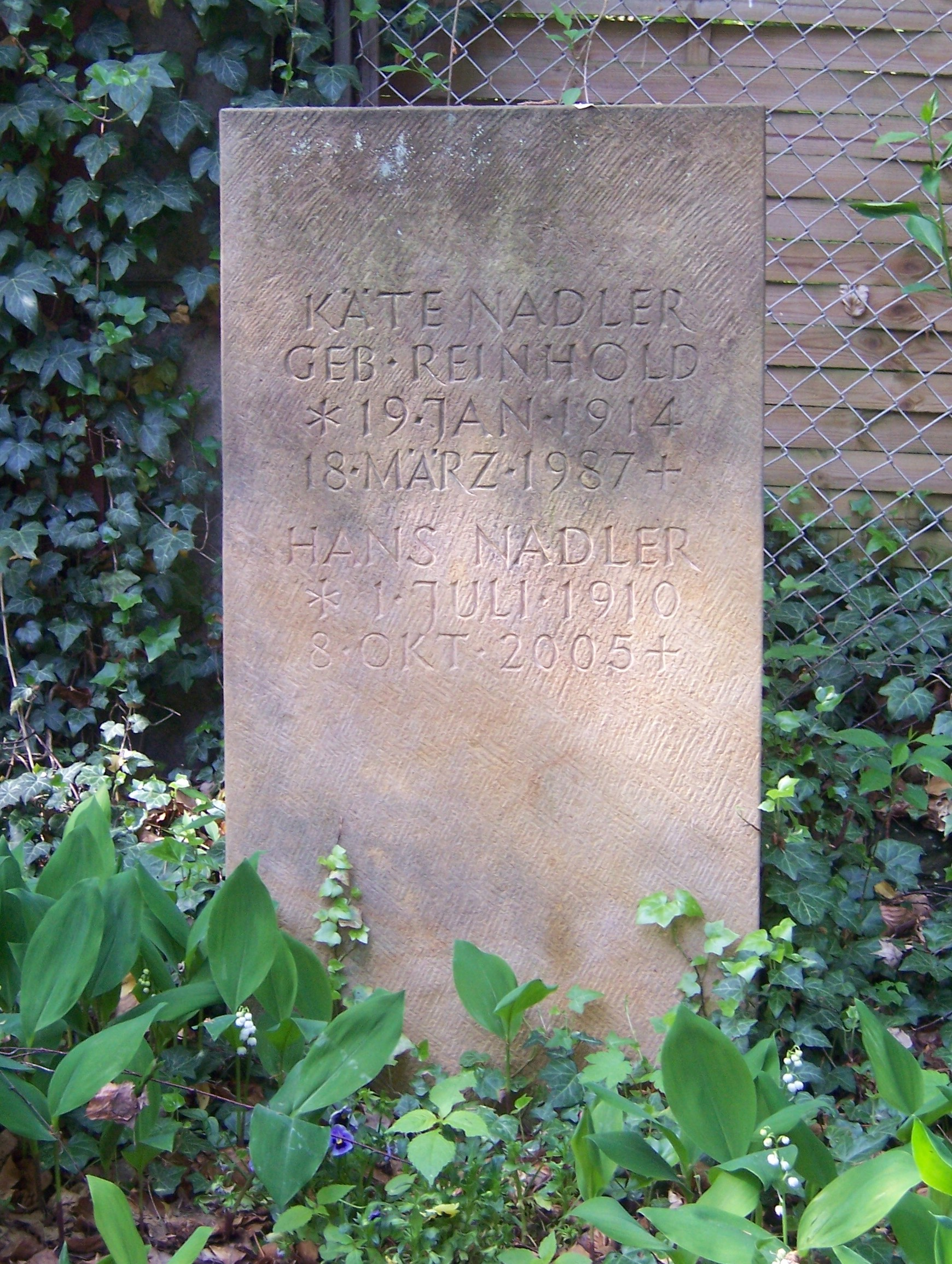
La tomba di Hans Nadler nel cimitero forestale di Weißer Hirsch

HEra nato nel 1910, figlio del pittore Hans Nadler. Durante i suoi studi di architettura presso l'Università tecnica di Dresda, fu assistente di Heinrich Sulze negli scavi a Pompei per conto dell'Istituto archeologico tedesco. Conseguì il dottorato nel 1940 presso il castello con fossato di Göltzsch a Rodewisch nel Vogtland. Dopo la guerra fu impiegato dall'Ufficio statale sassone per la conservazione dei monumenti dal 1945, nella RDT dal 1949 al 1952 come curatore statale. Dopo la divisione della RDT in distretti, divenne capo dell'Istituto per la conservazione dei monumenti di Dresda con responsabilità per i distretti di Dresda, Karl-Marx-Stadt (Chemnitz), Lipsia e Cottbus. Divenne poi professore onorario per la conservazione dei monumenti dell'Università tecnica di Dresda e fece parte del comitato editoriale della rivista Natur und Heimat.
Nadler divenne noto per il suo veemente e abile impegno per la conservazione dei monumenti danneggiati di Dresda, a cui fu "indirizzato" in particolare dai suoi modelli, il suo insegnante Heinrich Sulze e Walter Bachmann, a cui succedette, nel 1949, come capo dell'ufficio monumenti della Sassonia. Il centro storico interno, compresa la maggior parte delle principali opere del barocco di Dresda, venne in gran parte distrutto dai bombardamenti aerei su Dresda del febbraio del 1945. Nonostante la ricostruzione, Hans Nadler e i suoi colleghi nell'ufficio dei monumenti, nonché i conservatori volontari dei monumenti riuscirono a negoziare il recupero di importanti rovine, con i comunisti al potere, come il Castello di Dresda, la Semperoper, il Coselpalais, il Palazzo Taschenberg, il Kurländer Palais o la Dreikönigskirche per una successiva ricostruzione sicura. La decennale applicazione al centro storico di Dresda, con rovine di guerra carbonizzate, che sembravano strane ai visitatori, è stata opera sua, così come lo è stata la resurrezione di Dresda come "Firenze sull'Elba" dal 1990 in poi. Il libro di Fritz Löffler Das alten Dresden (1955), che è stato preparato in collaborazione con l'Istituto per la conservazione dei monumenti e l'Accademia delle costruzioni, aveva lo scopo di mantenere vivi i ricordi della città vecchia di Dresda e di rendere chiaro a coloro che erano fuori, in particolare ai politici di Berlino, cosa significavano una volta le rovine.
Senza mai essere stato membro del Partito Socialista Unificato di Germania, la voce persistente di Nadler era inconfondibile a Berlino. Scrisse numerosi rapporti per la conservazione dei monumenti architettonici in via di estinzione, la cui arguta argomentazione fu in grado di portare a qualche salvamento. Lo Zwinger, la chiesa di corte cattolica e la Kreuzkirche furono restaurate sotto la direzione dell'Ufficio dei monumenti subito dopo la guerra, le rovine del Landhaus, del Gewandhaus e del Palazzo nel Grande Giardino seguirono negli anni 1960. Nadler fu in grado di salvare la Kollegienhaus conservata con molto impegno nel 1982, come ala centrale dell'Hotel Bellevue. I castelli di Moritzburg e Pillnitz sopravvissero indenni alla guerra. La successiva ricostruzione della Frauenkirche, completamente distrutta, fu possibile solo grazie alla conservazione del monte di macerie, che, su suggerimento di Nadler, era stato dichiarato monumento di guerra in via precauzionale. Dal 1989 in poi, Nadler sostenne con veemenza una rapida ricostruzione.
Nel caso della Sophienkirche, l'ultimo edificio gotico di Dresda, i conservazionisti furono sconfitti; il rudere, che avrebbe potuto essere restaurato, fu demolito nel 1962 e al suo posto fu costruito un grande ristorante. Nel 1968 la Paulinerkirche di Lipsia fu fatta saltare in aria. Innumerevoli edifici parzialmente distrutti furono definitivamente demoliti nel corso della ricostruzione della città di Dresda e intere strade caddero vittime dello sgombero delle macerie programmato, comprese molte case cittadine barocche, ma anche grandi edifici importanti come il vecchio municipio, il nuovo municipio o il Palais Wackerbarth. La legge edilizia del 1950, che pose fine agli sforzi dei proprietari tendenti a mantenere e ricostruire le loro case nelle zone diroccate, si rivelò fatale; erano costretti a vendere allo Stato, con l'acquirente che fissava il prezzo. Seguirono demolizioni e ricostruzioni su larga scala. Anche alla demolizione di molti castelli e manieri in Sassonia, su ordine n. 209 dell'Amministrazione militare sovietica in Germania (SMAD) dal 9 settembre 1947, non si poteva voltare le spalle. La Commissione statale per il suolo della Sassonia, nella riunione del 12 dicembre 1947, approvò la decisione fatale per il paesaggio culturale sassone: "Le commissioni suolo del distretto sono incaricate di demolire immediatamente almeno il 25% di palazzi e castelli.“ Quella fu la campana a morto per più di 240 castelli e palazzi in Sassonia.
Non c'è quasi posto in Sassonia dove non si incontrino le sue tracce. "Senza il professor Nadler non ci sarebbe niente qui": frasi come queste possono essere ascoltate ovunque tra Lipsia e Görlitz. Hans Nadler era cittadino onorario di Dresda, Görlitz, Bad Muskau, Rodewisch, Torgau e Elsterwerda, la città natale di suo padre. Qui sostenne, tra le altre cose, l'istituzione della piccola galleria "Hans Nadler", che porta il nome di suo padre, il pittore Hans Nadler. Dal 1955 fino alla sua morte, Nadler visse con la sua famiglia come inquilino nella Weinberghaus di Dinglinger, dove decise di non installare il riscaldamento centralizzato per motivi di conservazione. Hans Nadler è morto l'8 ottobre 2005, 22 giorni prima della riconsacrazione della Frauenkirche, la cui ricostruzione ebbe inizio il 13 febbraio 1990 ad opera sua, di Ludwig Güttler, Karl-Ludwig Hoch e Manfred von Ardenne. La sua tomba si trova nel cimitero forestale di Weißer Hirsch. Nel 2000 è stato nominato uno dei "100 cittadini di Dresda del XX secolo" dal quotidiano Dresdner Neue Nachrichten. 

## Performance e critica
Paragonabile alla ricostruzione del centro storico di Varsavia ad opera di Jan Zachwatowicz, l'atteggiamento di Hans Nadler deve essere visto come simile a quello di Margarete Kühn a Berlino o a quello della conservazione dei monumenti bavarese, dopo il 1945, generalmente desideroso di ricostruire, in seguito alle perdite architettoniche dovute alla guerra. Rispetto alla scuola dei conservatori di monumenti che si orientò ai principi definitivamente stabiliti nella Carta di Venezia, nel 1964, dopo una lunga discussione, Nadler riteneva che la ricostruzione non dovesse avere solo un "carattere eccezionale" (articolo 9), poiché il concetto di identità che dovrebbe essere preservato attraverso la conservazione dei monumenti doveva essere preminente. A causa della traumatica perdita di identità di Dresda, si discostò dal concetto di conservazione, che era legato alla sostanza originaria, che vedeva come un valore di testimonianza di tipo archivistico, e non assunse più una proprietà protetta, attualmente in via di estinzione, ma piuttosto un proprietà che era stata ricreata dalla memoria. In questo modello, valeva la pena proteggere un luogo storico associato a uno specifico progetto di edificio. Ad esempio, le rovine della Frauenkirche di Dresda, che come tale avevano acquisito importanza storica nel 1990, furono abbandonate a favore di una ricostruzione archeologica. La critica contrastò questa visione affermando che una ricostruzione è chiaramente influenzata dalla volontà del ricostruttore e quindi non si tratta di conservazione del monumento in senso stretto, ma di una nuova creazione. L'oggettivazione, che consiste nel comprendere solo il tessuto edilizio storico originariamente conservato come degno di protezione, poiché trasmette una moltitudine di proprietà - a volte anche indesiderate (Huse) - si dissolve a favore di una soggettivazione, una speranza di superare la distruzione.

## Onorificenze
- 1962: Premio Nazionale per l'Arte e la Cultura III. classe
- 1965: cittadino onorario della città di Bad Muskau
- 1976: Ordine al merito patriottico in bronzo
- 1978: Premio europeo per la conservazione dei monumenti della Fondazione FVS di Amburgo
- 1981: Premio d'arte della città di Görlitz
- 1982: Premio d'arte della città di Dresda
- 1985: Premio tedesco per la protezione dei monumenti Karl-Friedrich-Schinkel-Ring del Comitato nazionale tedesco per la protezione dei monumenti
- 1989: cittadino onorario della città di Elsterwerda
- 1991: cittadino onorario della città di Rodewisch nel Vogtland
- 1993: Croce al merito della Germania federale, Croce al merito di 1ª classe
- 1994: Membro onorario della Camera degli architetti della Sassonia
- 1995: cittadino onorario della città di Görlitz
- 1996: cittadino onorario della città di Dresda
- 1997: Ordine al merito dello stato libero di Sassonia
- 1997: Premio Erich Kästner del Club della stampa di Dresda
- 2001: membro onorario dell'Accademia delle arti sassone
- 2001: Cittadino onorario della città di Torgau
- 2002: Premio per la conservazione dei monumenti del quartiere Elbe-Elster